# Velibor Vasović
Velibor Vasović, em sérvio: Велибор Васовић (Požarevac, 3 de setembro de 1939 - Belgrado, 4 de março de 2002), foi um futebolista e treinado sérvio, também foi um dos jogadores lendários do Partizan e um dos maiores defensores de sua geração. Vasović era conhecido por seu posicionamento defensivo e sua consciência tática. 

## Biografia
Nascido em Požarevac na véspera da Segunda Guerra Mundial, o jovem Velibor foi o nono filho da familia. Ele tinha quatro irmãos mais velhos e três irmãs mais velhas. Com a invasão alemã nazista e o subsequente desmembramento do reino jugoslavo em abril de 1941, o pai de Vasović ficou preso pelos alemães, passando quatro anos em cativeiro, enquanto seus irmãos mais velhos se juntaram ao movimento de resistência partidário.
O jovem completou a educação primária em sua cidade natal antes de se mudar para a capital Belgrado. Vasović começou seus estudos secundários matriculando-se noprimeiro ginásio de Belgrado . 

## Carreira
Simultaneamente com os estudos iniciais do ginásio, Vasović começou nas categorias de base do pequeno FK Novi Beograd.

### FK Partizan
Em 1955, o treinador juvenil do FK Partizan, Florijan Matekalo, trouxe Vasović para o clube com apenas 15 anos, com ele vieram outros adolescentes talentosos. Toda essa geração logo veio a ser conhecida como "Matekalo's Babies".
Em junho de 1958, Vasović, de 18 anos, foi promovido para a primeira equipe. Ele passou cinco temporadas no Partizan neste período (junho de 1958 a junho de 1963) antes de se transferir controversamente para os rivais do Estrela Vermelha durante o verão de 1963.

### Seis meses na Estrela Vermelha
No verão de 1963, Vasović, de 23 anos, tinha acabado de terminar mais uma temporada pelo Partizan, no qual ele contribuiu bastante para o terceiro título nacional consecutivo. No entanto, seu contrato com o Partizan estava para expirar. Em uma entrevista de 1986 para a revista Duga, Vasović lembrou como a transferência para o Estrela Vermelha surgiu:
| " | Meu contrato expirou no verão de 1963. E, além de ser membro-chave da equipe do Partizan, também era da seleção nacional. Meu tio David Laušević era um membro do conselho do Partizan, então os gênios do clube falaram: "Vasović vai ficar de qualquer jeito, porque seu tio vai cuidar disso". Claro, eu não teria nada disso, então eu imediatamente atravessei a cidade para falar com o diretor técnico do Estrela Vermelha, Aca Obradović, e eu literalmente lhe disse "Sr. Obradović, se o Estrela Vermelha tiver dinheiro suficiente, eu gostaria de me juntar ao seu clube". Então eles pagaram. Uma vez que o Partizan descobriu, eles ficaram maravilhados. O presidente do clube, o general da JNA, Ilija Radaković, aprovou imediatamente o pagamento do montante duplo que o Estrela Vermelha me deu. Meu telefone estava saindo do gancho, eles estavam enviando cartas, eles organizaram protestos de fãs. Eu também estava tendo ameaças de morte. Até hoje mantenho uma carta na qual um agente da JNA ameaça me matar durante uma partida com um rifle de atirador. É como uma carta apropriada, inclusive incluiu seu nome completo, endereço residencial e número de telefone . | " |

Vasović teria recebido 5 milhões de YUD (o suficiente para comprar dois veículos Mercedes na época) do Estrela Vermelha. 
No início da nova temporada da liga, Vasović conseguiu um lugar como defesa central no time titular ao lado de Milan Čop e Vojkan Melić. Sua primeira partida oficial também foi a grande abertura do novo e grandioso estádio Marakana, ainda não totalmente finalizado. A equipe liderou facilmente a liga em cinco pontos nas férias de inverno, enquanto o Partizan, ficou para trás.
Durante as férias de inverno, outra saga de transferência envolvendo Vasović se seguiu, enquanto o presidente do clube do Partizan, Radaković, conseguiu persuadir o jogador a voltar por mais dinheiro do que o Estrela Vermelha tinha dado. Vasović concordou, mas ele estava sob contrato e o clube não queria assinar sua transfêrencia, apesar de ser oferecido algum dinheiro como uma taxa de transferência. Vasović até recorreu ao treinamento unilateralmente com seu antigo clube.
Com a temporada da liga reiniciando após as férias de inverno, Vasović estava no limbo, fora do time titular, embora ainda tivesse seu salário pago pelo clube. Depois de vários meses, Vasović foi instruído pela vice-presidente do Partizan, Čeda Džomba, para tentar reunir-se com a maior autoridade política da SR Serbia na época, o secretário federal de interior Aleksandar Ranković, para finalmente resolver a situação.
Vasović fez a abordagem através de canais privados, pois seu amigo e companheiro de equipe, Zvezdan Čebinac, era um colega de idade do filho de Ranković, então Vasović conseguiu fazer uma reunião de 45 minutos com Ranković no recém-construído edifício SIV em Belgrade, onde nada de concreto foi prometido além de Ranković dizendo que ele vai olhar para ele. Vários meses depois, o diretor técnico do Estrela Vermelha, Obradović, concordou em deixar Vasović retornar ao Partizan.

### Retorno ao Partizan
Muitos no Partizan não o receberam de braços abertos. Alguns dos jogadores viram seu golpe como chantagem e ficaram mais infelizes que o clube se inclinou para trás para acomodar qualquer jogador desse tipo. Além disso, seu retorno ocorreu no pano de fundo de disputas internas no conselho diretor do clube, especificamente entre o presidente Radaković e o secretário-geral Mirko Nenezić, que atuou como representante de seu irmão, o poderoso general da JNA, Radojica Nenezić. A disputa começou com a decisão interna de libertar o secretário-geral Nenezić de suas funções como pessoa responsável pelas finanças, uma jogada pressionada pelo presidente Radaković.
À medida que a temporada 1964-65 começou, o Partizan liderou a liga, mas, a cada semana, a briga no conselho diretor afetou cada vez mais as relações dos jogadores. 
Em dezembro de 1964, antes do último jogo da liga antes do intervalo de inverno, dois grupos opostos surgiram dentro da equipe - um grupo que apoiava o secretário-geral dissidente Nenezić foi liderado por Jusufi e também incluiu Milan Galić, Radoslav Bečejac, Joakim Vislavski e o treinador Atanacković enquanto o outro grupo que apoiava o presidente Radaković foi liderado por Vasović com Vladica Kovačević, Zoran Miladinović e vários jovens jogadores. Os jogadores restantes permaneceram neutros. 
O grupo dissidente também iniciou um motín, recusando-se a viajar para Skopjepara a partida final da primeira metade da temporada contra o FK Vardar. Vendo que faltavam metade de sua equipe junto com o treinador Atanacković, o presidente Radaković entregou as rédeas de treinamento para Mile Kos por uma partida.
Em circunstâncias difíceis, Kos conseguiu juntar onze jogadores e o Partizan conseguiu manter o primeiro lugar da liga. No dia seguinte, após o desastre de Skopje, o treinador Atanacković foi dispensado de suas funções enquanto os dois grupos se preparavam para o confronto final na assembléia geral do clube agendada para janeiro de 1965 na Faculdade de Direito da Universidade de Belgrado.
A assembléia viu os dois grupos de jogadores se formarem. Ainda assim, o caso chegou aos mais altos níveis de poder na Iugoslávia quando o general Ivan Gošnjak, relatando diretamente ao marechal Tito, tomou conhecimento de seus colegas generais da JNA causando problemas dentro do gerenciamento do Partizan. Uma vez que Tito percebeu isso, ele agiu rapidamente, ordenando uma ação contra cada oficial do conselho de administração do clube envolvido na disputa, fazendo com que eles fossem reatribuídos para outro local. O general Radaković se mudou para a Eslovênia, enquanto o general Radojica Nenezić foi designado para Skopje. Vladimir Dujić, civil, tornou-se o novo presidente do clube. Os deveres principais de treinamento foram entregues a Marko Valok .

### Ajax
"Vaske" se transferiu para o Ajax depois de ter perdido por 2-1 para o Real Madrid na final da Liga dos Campeões.
Pelo Ajax ele também perdeu uma final de Liga dos Campeões para o AC Milan (4-1) mas foi o capitão do Ajax quando o time holandês ganhou o torneio em 1971 (2-0) sobre o Panathinaikos.
Ele jogou 5 temporadas nos gigantes holandeses (1966-1971) e foi o primeiro capitão estrangeiro da história do clube.

## Na Seleção
Ele jogou 32 jogos na Seleção Iugoslava de Futebol.

## Como Treinador
Depois de terminar sua carreira como jogador em 1971, ele treinou o FK Partizan (segunda parte da temporada 1971-72, 1972-73 e a primeira parte de 1973-74), Proleter Zrenjanin, Angers SCO (1975-1976), Paris Saint-Germain (primeira parte de 1976-77 e primeira parte de 1978-79). Ele também treinou o clube egípcio Zamalek SC (1982-1983), Ethnikos Piraeus (1983), Estrela Vermelha (1986-1988) e AC Bellinzona (1989) antes de voltar para casa em Belgrado e trabalhar como advogado.
Durante sua carreira de treinador, ele conseguiu ganhar um campeonato iugoslavo, na temporada 1987-88, com o Estrela Vermelha.

## Título

### Como jogador
Partizan Belgrade (1958-1963, 1964-1966)
- Primeira Liga Jugoslava: 1960-61 , 1961-62 , 1962-63 , 1964-65

Estrela Vermelha (1963-1964)
- Primeira Liga Jugoslava: 1963-64

Ajax (1966-1971)
- Eredivisie: 1966-67 , 1967-68 , 1969-70
- Taça KNVB: 1966-67, 1969-70, 1970-71
- Liga dos Campeões: 1970-71

### Como Treinador
Estrela Vermelha (1986-1988)
- Primeira Liga Jugoslava: 1987-88

## Pessoal
Velibor Vasović foi casado duas vezes, primeiro com Mirjana Vasović e depois com Branka Zorić. Ele teve dois filhos, ambos com sua primeira esposa, Vladimir (1963) e Aleksandar (1968).
Ele morreu em 2002 após um ataque cardíaco aos 62 anos e foi enterrado no Alley of Distinguished Citizens no New Cemetery de Belgrado.